# Pseudacteon calderensis
Pseudacteon calderensis är en tvåvingeart som beskrevs av Calcaterra 2007. Pseudacteon calderensis ingår i släktet Pseudacteon och familjen puckelflugor. Inga underarter finns listade i Catalogue of Life.